# روابط فرانسه و آلمان
روابط فرانسه و آلمان (فرانسوی: Amitié franco-allemande‎) روابط فرانسه و آلمان (به فرانسوی: Relations franco-allemandes؛ آلمانی: Deutsch-französische Beziehungen)، بخشی جدایی ناپذیر از سیاست گسترده تر اروپا را تشکیل می دهد و هر دو کشور بنیانگذاران و کشورهای اصلی عضو اصلی اتحادیه اروپا  هستند. 
به گفته اولریش کروتز، روابط  بین دو کشور از سال ۱۸۷۱میلادی، سه دوره بزرگ داشته است: «دشمنی ارثی» (تا ۱۹۴۵)، «آشتی» (۱۹۴۵-۱۹۶۳) و از سال ۱۹۶۳ «روابط ویژه» .این همکاری به نام دوستی فرانسه و آلمان (به فرانسوی: Amitié franco-allemande؛ آلمانی: Deutsch-Französische Freundschaft) در چارچوب اتحادیه اروپا، بسیار گسترده و صمیمی است. حتی اگر فرانسه در مواقعی به خصوص در دوران رئیس جمهور شارل دوگل نسبت به اروپا بدبین بوده است، توافقات و همکاری های فرانسه و آلمان همیشه کلیدی برای پیشبرد آرمان های یکپارچگی اروپایی بوده است.
در دوران اخیر، فرانسه و آلمان از مشتاق ترین طرفداران ادغام بیشتر اتحادیه اروپا هستند. آنها گاهی اوقات به عنوان "موتور دوقلو" یا "کشورهای اصلی" توصیف می شوند که برای حرکت ها فشار می آورند. یک تراموا که در مرز فرانسه و آلمان، از طریق رودخانه راین از استراسبورگ به کهل می‌گذرد، در ۲۸ آوریل ۲۰۱۷ افتتاح شد که نمادی از استحکام روابط بین دو کشور است.

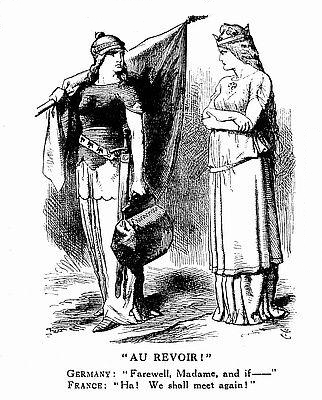
خداحاقظ - فرانسه و آلمان

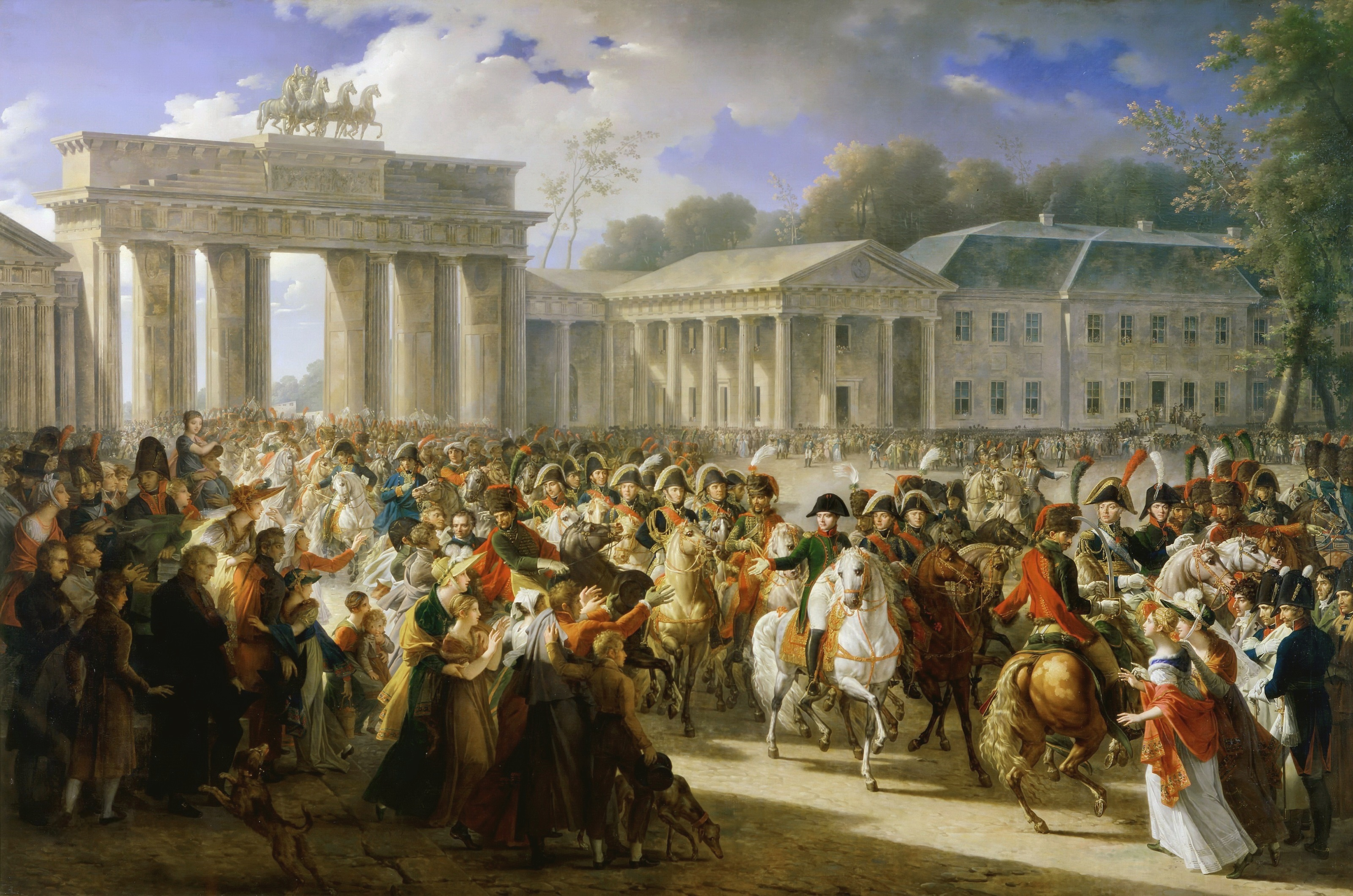
چارلز ماینیر - ورود ناپلئون به برلین. ۲۷ اکتبر ۱۸۰۶

## مقایسه دو کشور
| نام رسمی                                    | جمهوری فرانسه                                                        | جمهوری فدرال آلمان                                                  |
| درفش                                        | فرانسه                                                               | آلمان                                                               |
| نشان ملی                                    | Blason fr république française (pelta)                               | Coat of arms of Germany                                             |
| سرود                                        | سرود ملی فرانسه                                                      | سرود آلمانی‌ها                                                       |
| روز ملی                                     | جشن‌های روز ملی فرانسه                                                | روز وحدت آلمان                                                      |
| پایتخت                                      | پاریس                                                                | برلین                                                               |
| بزرگترین شهر                                | پاریس – ۲,۱۷۵,۶۰۱ (۱۲,۶۲۸,۲۶۶ متروپولیتن)                            | برلین – ۳,۶۶۴,۰۸۸ (۶,۱۴۴,۶۰۰ متروپولیتن)                            |
| حکومت                                       | حکومت متمرکز نظام نیمه‌ریاستی جمهوری                                  | فدرالیسم نظام پارلمانی جمهوری                                       |
| رپیس کشور                                   | امانوئل مکرون                                                        | فرانک والتر اشتاین‌مایر                                              |
| رپیس دولت                                   | ژان کستکس                                                            | اولاف شولتس                                                         |
| زبان رسمی                                   | فرانسوی فرانسه (de facto and de jure)                                | آلمانی معیار آلمان (de facto and de jure)                           |
| مذهب اصلی                                   | ۴۷% مسیحیت ۴۰% بی دینی ۵% اسلام ۸% سایر                              | ۵۵% مسیحیت ۳۷,۷% بی دینی ۶,۵% اسلام ۰,۸% سایر                       |
| قانون اساسی فعلی                            | قانون اساسی فرانسه                                                   | قانون اساسی آلمان                                                   |
| وسعت                                        | ۶۴۰٬۶۷۹ کیلومتر مربع (۲۴۷٬۳۶۸ مایل مربع)                             | ۳۵۷٬۱۱۴ کیلومتر مربع (۱۳۷٬۸۸۲ مایل مربع)                            |
| منطقه انحصاری اقتصادی                       | ۱۱٬۶۹۱٬۰۰۰ کیلومتر مربع (۴٬۵۱۴٬۰۰۰ مایل مربع)                        | ۵۷٬۴۸۵ کیلومتر مربع (۲۲٬۱۹۵ مایل مربع)                              |
| منطقه زمانی                                 | 12                                                                   | 1                                                                   |
| Population                                  | 67,445,000                                                           | 83,121,000                                                          |
| جمعیت                                       | 118/km2                                                              | 233/km2                                                             |
| جمعیت های خارج نشین                         | اتباع آلمان در فرانسه ۲۰۲۱: ۲۰۴,۰۰۰                                  | اتباع فرانسوی در آلمان ۲۰۲۱: ۲۴۸,۰۰                                 |
| گروههای قومی                                | ۸۶% مردم فرانسوی, ۷% سایر اروپایی ها, ۷% آفریقای شمالی, دیگر گروه ها | ۸۰% آلمانی‌ها, ۵% ترک‌های آلمان, ۵% سایر اروپایی ها, ۱۰% دیگر گروه ها |
| تولید ناخالص داخلی                          | $2.938 تریلیون                                                       | $4.319 تریلیون                                                      |
| تولید ناخالص داخلی (اسمی)                   | $44,995                                                              | $51,860                                                             |
| تولید ناخالص داخلی (برابری قدرت خرید)       | $3.231 trillion                                                      | $4.743 trillion                                                     |
| سرانه تولید ناخالص داخلی (برابری قدرت خرید) | $49,492                                                              | $56,956                                                             |
| شاخص توسعه انسانی                           | 0.901                                                                | 0.947                                                               |
| ارز                                         | یورو و فرانک اقیانوسیه                                               | یورو                                                                |